# Kalînivka, Verhnodniprovsk
Kalînivka (în ucraineană Калинівка) este un sat în comuna Malooleksandrivka din raionul Verhnodniprovsk, regiunea Dnipropetrovsk, Ucraina.

## Demografie
Componența lingvistică a localității Kalînivka
     Ucraineană (89,41%)
     Rusă (9,41%)
Conform recensământului din 2001, majoritatea populației localității Kalînivka era vorbitoare de ucraineană (89,41%), existând în minoritate și vorbitori de rusă (9,41%).